# Georgia Air Prague

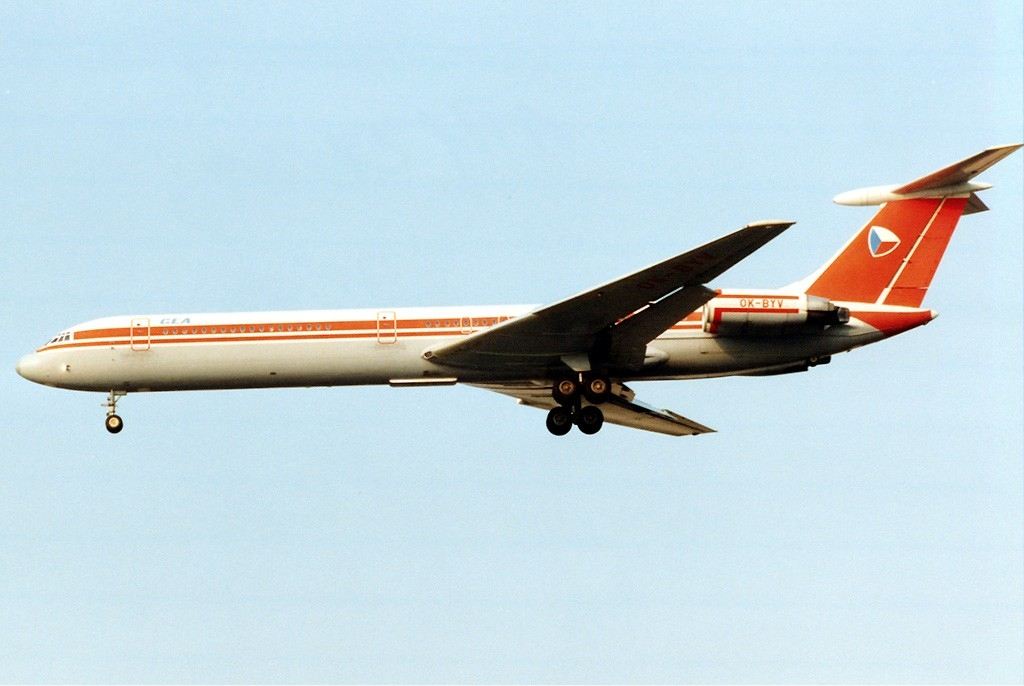
OK-BYV Iljušin Il-62, který byl u společnosti celkem 4 roky

Georgia Air Prague (GEA) později Air Praha byla česká charterová letecká společnost, která vznikla v roce 1992. Specializovala se na lety z Prahy do středomořských destinací, na Kanárské ostrovy a do Egypta. V roce 1995 společnost přepravila 160 000 cestujících. Pět let po svém zahájení, v roce 1997 vyhlásila Air Praha bankrot, protože jí řízení letového provozu přestalo z důvodu vysokého dluhu poskytovat služby.

## Flotila
Ze začátku provozovala společnost dva Tupolevy Tu-154 pronajaté od ruské společnosti Air Volga. V roce 1993 převzala po zkrachovalé společnosti Espe Air dva Iljušiny Il-62, původně létající u ministerstva vnitra, ty byly již v roce 1994 vyřazeny z provozu. Na pět let společnost také vlastnila Il-62 OK-BYV. V roce 1996 zakoupila od vládní letky Iljušin Il-62 OK-JBI, který byl vyroben v roce 1988.

### Celkově
| Typ            | vlastněné | od   | do   | poznámky | registrace         |
| -------------- | --------- | ---- | ---- | --- | ------------------ |
| Tupolev Tu-154 | 2         | 1992 | 1995 | Pronajaty od Air Volga (vyrobeny 1975 a 1976)                                                                             | RA-85716, RA-85763 |
| Iljušin Il-62  | 2         | 1993 | 1994 | Převzaty od zkrachovalé Espe Air, původně od ministerstva vnitra, dnes jako restaurace v Hatích (Chvalovice)              | OK-FBF, OK-GBH     |
| Iljušin Il-62  | 1         | 1993 | 1997 | Pronajat od SLÚ v roce 1996 prodán GEA. V roce 2001 prodán kazaňskému výrobnímu závodu (KAPO), kam přelétnul              | OK-BYV             |
| Iljušin Il-62  | 1         | 1996 | 1996 | V roce 1994 je ČSA vyřadilo z provozu, pouze jedno léto v provozu, poté létal u české společnosti IDG Technology Airlines | OK-JBI             |
| Celkem         | 4         |      |      | |                    |